# جایی که پول هست
جایی که پول هست (انگلیسی: Where the Money Is) فیلمی در ژانر سرقت، درام و کمدی به کارگردانی مارک کانیفسکا است که در سال ۲۰۰۰ منتشر شد. از بازیگران آن می‌توان به پل نیومن، لیندا فیورنتینو، درموت مالرونی و فرانکی فیزن اشاره کرد.